# 다크 나이트
《다크 나이트》(The Dark Knight)는 크리스토퍼 놀런이 감독, 제작을 맡고 2008년 개봉한 슈퍼히어로 영화이다.
제목 '다크 나이트'는 원작 DC 코믹스의 <배트맨> 시리즈에서 배트맨의 별명으로, 이는 역대 배트맨 영화 타이틀 중에서 '배트맨'이 빠진 유이한 경우다.(후속작인 다크 나이트 라이즈도 포함된다.) 《배트맨 비긴즈》(2005년)에서 이어지는 이 작품은 크리스토퍼 놀런 감독이 동생 조너선 놀런과 함께 시나리오를 집필하였으며, 총 2억 달러에 이르는 막대한 제작비에 IMAX 카메라의 동원, 그리고 요주의 캐릭터 조커를 연기한 배우 히스 레저의 촬영 종료 후 갑작스러운 죽음(약물 과다복용)으로 인해 개봉 전부터 커다란 관심을 불러 일으켰다. 시사회 후 평론가들의 극찬과 레저의 유작이라는 점에 힘입어 북미 개봉 당일을 비롯, 첫주 흥행 신기록을 세웠으며, 미국에서만 총 5억 3천만 달러를 넘게 벌어들이는 대성공을 거두었다. 레저는 이 영화로 고인으로는 드물게 아카데미상 남우조연상을 수상하였다. 그리고 레이첼 역의 배우가 케이티 홈즈에서 매기 질런홀로 교체되었다. 2009년 2월 19일에 재개봉하였으며, IMAX 상영관을 포함해 약 50여개 스크린에서 상영하였다.

## 출연
- 크리스천 베일 - 브루스 웨인 / 배트맨
- 마이클 케인 - 알프레드 페니워스
- 히스 레저 - 조커
- 게리 올드먼 - 제임스 고든
- 에런 엑하트 - 하비 덴트 / 투페이스
- 매기 질런홀 - 레이첼 도스
- 모건 프리먼 - 루시어스 폭스
- 에릭 로버츠 - 살바토레 마로니
- 친 한 - 라우
- 콜린 맥파란 - 질리언 B. 로브
- 네스터 카보넬 - 앤서니 가르시아 시장
- 키스 샤라바이카 - 제라드 스티븐스
- 모니크 가브리엘라 커넨 - 안나 라미레즈
- 킬리언 머피 - 조너선 크레인 / 스케어크로우

## 줄거리
영화는 고담시티에서 조커가 백주대낮에 갱단 소유의 은행을 털면서 시작된다. 치밀한 계획 하에 자신이 고용한 건달들을 차례차례 죽인 조커는 혼자서 모든 돈을 챙긴 채 유유히 사라져 버리고 그 날 밤 마약상이 된 스케어크로우와 갱들과의 접선을 가짜 배트맨들이 나타나 방해하는 일이 생긴다. 싸움이 시작되고 갱들의 도사견들로 인해 가짜들이 고전하는 찰나, 진짜 배트맨이 나타나 그들을 구해주며 스케어크로우를 체포하는 데 성공한다. 그리고 신임 검사 하비 덴트는 고담시티의 백기사라는 이름으로 불리며 부정부패 척결을 위해 불철주야 노력한다. 웨인 그룹은 라우라는 금융업자가 만든 회사와 계약을 맺었는데, 사실 이 라우라는 사람은 마피아들의 유일한 자금 세탁 업자였고 이를 아는 배트맨은 라우의 거래 목록을 보기 위해 임시로 계약을 맺었던 것이다. 이 과정에서 콜먼 리즈라는 웨인 그룹의 회사원이 웨인 그룹의 재정을 조사하다 배트맨의 정체가 브루스 웨인이란 것을 알게 된다.
라우의 거래 목록을 통해 알아낸 돈세탁을 해주는 은행의 정보를 제임스 고든에게 알려주고, 고든은 돈을 세탁해주는 은행을 급습하지만 라우는 이미 돈을 홍콩으로 빼돌리고 자신도 홍콩에 있었다. 그리고 이 사실을 마피아들의 회의에서 알려주는데, 회의 도중에 조커가 나타나 배트맨이 모든 것을 망치고 있다며 배트맨을 죽일 것을 제안하고 자신이 그 일을 하겠다며 마피아들의 자금 절반을 요구한다. 마피아들 중 한 명은 그 자리에서 분통을 터뜨리며 조커의 목에 현상금을 걸었지만 조커는 자신이 장착하고 있는 폭탄을 보여주며 위협하며 무사히 빠져나간다. 그 후 조커는 자신의 목에 현상금을 건 마피아를 죽이고 세력을 확장해 나간다. 이러던 와중 배트맨은 홍콩으로 가서 웨인 그룹과의 계약을 해지함과 동시에 라우를 잡아오는데 성공하고 제임스 고든은 이를 바탕으로 하비 덴트와 함께 마피아들에게 심각한 타격을 입히는데 성공한다. 이후 라우는 경찰서에 갇혀있게 된다. 마피아들은 이에 조커를 고용하고, 조커는 가짜 배트맨중 하나를 죽이며 배트맨이 자신의 자경단 행위를 그만두고 자신의 정체를 밝히지 않으면 시민들을 한 명씩 죽이겠다는 협박이 담긴 비디오를 공개한다. 이와 함께 조커는 하룻밤 사이에 판사와 고담시티 경찰청장을 죽이고 웨인가문의 파티를 급습하여 하비 덴트를 죽이려 하나 배트맨이 이를 눈치채고 하비 덴트를 숨겼기에 목숨을 건질 수 있었다.
며칠 후, 하비 덴트와 이름과 성이 같은 사람 두명을 죽이고 그 현장에 내일 죽은 경찰청장을 추모하기 위해 장례식을 할 때 그 자리에 참석한 시장을 죽이겠다는 메시지를 남긴다. 그리고 조커는 경찰 몇 명을 납치해 그들의 옷과 무기를 뺏은 후 자신과 자신을 따르는 부하들을 경찰로 위장시켜 시장을 암살하려 하나 고든이 막아 시장은 살아남고 고든은 죽게 된다. 이후 하비 덴트가 자신을 배트맨이라 선언하자 조커는 자신을 배트맨이라 선언한 하비덴트가 타고있는 호송차량을 습격해 하비 덴트를 죽이려한다. 하지만 이때 배트맨이 나타나 조커를 막고 배트맨은 쓰러지게 되는데, 쓰러진 배트맨을 조커가 죽이려고 하자 자신을 죽은 것처럼 위장하고 호송차량을 운전한 고든에 의해 붙잡히게 된다. 하지만 이것도 작전의 일부여서 조커가 경찰서로 연행되어가는 도중에 몇몇 경찰을 매수해 하비 덴트와 그의 여자 친구이자 브루스 웨인의 전 여자 친구인 레이첼 도스를 빼돌리고 그 둘을 각각다른 건물에 감금시키고 시한폭탄을 설치해둔 상태였다. 이를 들은 배트맨은 급하게 레이첼을 구하러가지만, 조커가 그 둘이 있는 건물을 반대로 이야기해준 덕분에 배트맨은 레이첼을 살리려 했으나 자신이 살린 것은 하비 덴트였다. 그리고 하비의 왼쪽 얼굴은 폭발에 휘말려 심각한 화상을 입게 된다. 그리고 경찰서에 있었던 조커는 라우를 빼내서 돈다발과 함께 화형시키고 마피아들을 하나하나 제거하면서 점점더 세력을 불려나간다.
이 도중 웨인 그룹의 회사원이었던 콜먼 리스가 방송에 나와서 배트맨의 정체를 폭로하려 하자 조커는 방송에 끼어들어 배트맨의 정체를 폭로하지 못하게 하고 60분내로 리즈가 죽지 않으면 병원을 폭파하겠다고 협박한다. 경찰은 병원에 있는 모든 사람들을 대피시키고 그 병원엔 오직 하비 덴트만 남았는데, 조커는 병원을 찾아가 하비 덴트에게 사실 레이첼을 죽이게 한 근본적 원인은 배트맨이라고 설득하여 하비덴트를 타락시켜 레이첼의 죽음에 연관된 사람들을 하나하나 찾아가 동전 던지기로 결정해 죽이는 살인마로 타락시킨다. 그리고 조커는 병원을 폭파하는 한편, 고담시티 뉴스에서 고담시티의 다리에 폭탄을 설치하였다고 발표하여 사람들을 시민과 범죄자로 나뉘어 두 배에 나눠타게 한다. 조커는 탑승객들에게 방송으로 두 배 모두 폭탄을 설치하였으며, 각각의 배에는 다른 배를 터뜨릴 수 있는 기폭 장치가 있어 밤 12시까지 기폭장치를 누른 배만 살 수 있고, 12시가 지나도 아무도 스위치를 누르지 않을시에는 자신이 두 배 모두를 폭파시키겠다고 알린다. 그러나, 용감한 범죄자 한 명이 기폭장치를 창문 밖으로 던져버리고, 양심이 있는 시민들은 기폭장치를 누르지 않는다.
그 때, 배트맨은 조커가 있는 건물에 침투하여 배에 방송을 보내는 곳을 추적해 조커가 한 건물 옥상에 있다는 것을 알아내고 조커의 부하들을 해치우고 조커를 향해 올라가려 하나 배트맨이 이들은 조커의 부하가 아니고 조커가 자신의 부하처럼 병원환자들을 위장시킨것이란 것을 눈치채고 무사히 구출하고 조커가 있는 옥상으로 올라간다. 옥상에서 조커를 만난 배트맨은 혈투 끝에 그의 개에게 물려 쓰러지고, 조커는 그런 배트맨을 움직이지 못하도록 고정한다. 12시가 지나도 배가 터지지 않는 것을 본 조커는 투덜대며 기폭 장치를 들고 배를 폭파시키려 하지만, 배트맨이 자신의 무기를 이용하여 조커를 쏘고 조커는 앞으로 고꾸라지며 떨어진다. 이때 배트맨이 줄을 쏴서 떨어지는 조커를 잡은 후, 거꾸로 매달아놓고 그가 하비덴트를 악인으로 타락시켰다는 것을 알게 된다. 이후 조커는 거꾸로인 채로 빌딩에 매달리게 된다. 그때 하비 덴트는 고든의 가족들을 한 건물 옥상으로 납치하고 레이첼의 죽음에 대한 책임을 물으면서 고든의 아내와 아들을 총으로 위협한다. 그리고 그 순간 배트맨이 나타나고, 고든은 하비 덴트에게 가족은 빼고 고든과 하비 덴트, 그리고 자신과 해결하자고 설득한다. 하비 덴트는 이러한 냉혹한 사회에서는 확률만이 모든 것이라며, 동전 던지기로 정하자고 한 뒤 배트맨은 뒷면이 나와 총을 맞고 하비 덴트 본인은 앞면이 나와서 살게 된다. 마지막에는 하비 덴트가 자신이 레이첼을 잃었듯이 고든도 소중한 막내아들이 심판받아야 한다며 막내아들을 죽이려하나, 배트맨이 뛰어들어 그를 잡고 같이 떨어진다. 막내아들은 무사하지만, 배트맨과 하비덴트는 떨어졌다. 결국 하비 덴트는 떨어져서 죽게 된다. 그리고 배트맨은 하비 덴트의 타락이 시민들에게 알려지는 것을 막고 선에 대한 믿음을 지키기 위해 하비 덴트가 저질렀던 모든 범죄를 자신에게 덮어씌우고 배트 포드로 현장을 탈출한다.

## 주제
제목에서부터 암시하듯 주인공인 배트맨은 사회질서를 위해 싸우는 영웅인 동시에 한편으론 법의 테두리 안에서 그는 합법적인 심판 기관이 아니기에 자기 스스로의 판단으로 범죄자를 심판하는 행위는 결코 정당화되지 못하는, 양면성을 가진 어둠의 기사이다. 《다크 나이트》에서 절대적 혼돈의 상징인 조커는 선을 수호하는 배트맨으로 인해 탄생한 자다. 법의 테두리가 악으로부터 선을 제대로 보호하지 못하는 상황에서 등장한 배트맨은 이것이 또 더 강한 악을 불러온다는, 세상의 아이러니를 이야기한 배트맨은 자신의 이러한 한계를 잘 알기에 자신을 대신해서 싸워 줄 '화이트 나이트'(White Knight) 하비 덴트에게 기대를 건다. 하지만 하비 덴트는 선과 악이 공존하는 투-페이스로 상징되는, 즉 가장 실제 사람에 가까운 인물이다. 결국 하비 덴트는 배트맨과 달리 신분이 노출된 상태에서 또 다른 현실적인 한계에 직면하기도 한다. 선과 악이 곧 동전의 양면과 같다는 진리에 비추어 과연 진정한 선은 무엇인지를 고뇌하는 철학적 주제가 내제되었다.

## 평가 및 영향
히어로 영화의 한계를 뛰어넘은 걸작으로 평가 받고 있다. 개봉한지 10년이 넘었지만 아직까지도 역대 최고의 히어로 영화가 무엇이냐는 설문에서 압도적인 지지로 1위를 차지하는 작품이다. 히스 레저의 조커가 가장 유명하지만 다른 배우들도 하나같이 인상적인 열연을 펼치며 심오한 주제와 오늘날 현대사회의 시대적 고민을 히어로 물의 장르에 녹여냄으로써 엄청난 반향을 일으켰다. 한스 짐머가 맡은 사운드 트랙 역시 무겁고도 압도적인 분위기를 잘 연출해 낸 덕분에 팬이 많다

## 같이 보기
- 조커 (2019년 영화)